# Попугаєв Олексій Григорович
Олексій Григорович Попугаєв (1924—1943) — радянський військовослужбовець. Учасник Другої світової війни. Герой Радянського Союзу (1944, посмертно). Гвардії молодший сержант.

## Біографія
Олексій Григорович Попугаєв народився 15 січня 1924 року в селі Розсипне, нині Троїцького району Луганської області, в селянській родині. Росіянин. Закінчив 9 класів школи. У жовтні 1941 року Лозово-Олександрівським районним військкоматом Ворошиловградської області О.Г. Попугаєв призваний до лав Робітничо-селянської Червоної армії. Закінчив школу молодших командирів, опанував військову спеціальність мінометника.
В боях з німецько-фашистськими загарбниками молодший сержант О.Г. Попугаєв з 16 січня 1942 року на Західному фронті на посаді командира розрахунку 82-міліметрового міномета 32-го гвардійського стрілецького полку 12-ї гвардійської стрілецької дивізії 49-ї армії. Бойове хрещення прийняв на річці Угра, брав участь у боях за селище Сабельниково. З 20 січня 1942 року 12-та гвардійська стрілецька дивізія була перекинута під Сухиничі, де вела бої в складі 10-ї та 16-ї (з кінця березня 1942 року) армій Західного фронту. До весни 1943 року Олексій Григорович брав участь у наступальних і оборонних боях у Калузькій області на жиздринському напрямку.
Наприкінці березня 1943 року 12-та гвардійська стрілецька дивізія передана до складу 61-ї армії щойно сформованого Брянського фронту і зайняла оборону на південь Бельова. З 12 липня 1942 року гвардії молодший сержант О.Г. Попугаєв брав участь у Орловській операції Курської битви. При прориві ворожої оборони на болховському напрямку в районі сіл Пальчикова і Хом'якова і в наступних боях за звільнення Орловської області діяв сміливо і рішуче. Ведучи ураганний вогонь зі свого міномета, він сприяв відображенню декількох контратак противника, знищивши до 50 солдатів і офіцерів вермахту. В ході наступу О.Г. Попугаєв перебував на відкритій позиції в бойових порядках піхоти під безперервним вогнем противника, але жодного разу не залишив свого місця у міномета.
15 серпня 1943 року 61-а армія виведена в резерв Ставки Верховного Головнокомандування і 7 вересня 1943 року передана Центральному фронту. За цей час гвардії молодший сержант О.Г. Попугаєв, який вже став одним із ветеранів 32-го гвардійського стрілецького полку, на комсомольських зборах обраний комсомольським організатором одного зі стрілецьких батальйонів. У ході Черігівсько-Прип'ятської операції комсорг Попугаєв завжди перебував у перших рядах наступаючого батальйону, надихаючи його бійців особистим прикладом. Олексій Григорович брав участь у форсуванні Десни, звільненні села Любеч. Особливо відзначився при форсуванні річки Дніпро.
В ніч з 28 на 29 вересня 1943 року гвардії молодший сержант О.Г. Попугаєв на підручному засобі одним з перших у підрозділі подолав водний кордон біля села Глушець Гомельської області Білоруської РСР. При захопленні плацдарму гранатою придушив німецький ДЗОТ. У запеклій рукопашній сутичці, вміло діючи багнетом і прикладом, знищив понад 35 ворожих солдатів і офіцерів. Надалі брав участь у відбитті численних контратак противника на захопленому плацдармі.
2 жовтня 1943 року, виконуючи завдання командування з розвідки переднього краю німецької оборони і виявлення ворожих вогневих точок, гвардії молодший сержант О.Г. Попугаєв загинув. Звання Героя Радянського Союзу йому присвоєно указом Президії Верховної Ради СРСР від 15 січня 1944 року посмертно. Спочатку був похований у братській могилі на правому березі Дніпра за півтора кілометрах від села Власенки.
У 1949 році його останки перепоховані у братській могилі в селі Маложин Брагінського району Гомельської області Білорусі.

## Нагороди
- Медаль «Золота Зірка» (15.01.1944, посмертно);
- орден Леніна (15.01.1944, посмертно);
- медаль «За відвагу» (25.07.1943).

## Пам'ять
- Бюст Героя Радянського Союзу О.Г. Попугаєва встановлений у селі Розсипне Луганської області.

## Документи
- Общедоступный электронный банк документов «Подвиг Народа в Великой Отечественной войне 1941—1945 гг.». Архів оригіналу за 13 березня 2012. Процитовано 14 грудня 2012.

Представление к званию Героя Советского Союза. Архів оригіналу за 25 січня 2013. Процитовано 14 грудня 2012.
Указ Президиума Верховного Совет СССР о присвоении звания Героя Советского Союза. Архів оригіналу за 25 січня 2013. Процитовано 14 грудня 2012.
Список представленных к званию Героя Советского Союза по 61-й армии. Архів оригіналу за 25 січня 2013. Процитовано 14 грудня 2012.
Медаль «За отвагу» (наградной лист и приказ о награждении). Архів оригіналу за 18 січня 2013. Процитовано 14 грудня 2012.
- Обобщенный банк данных «Мемориал». Архів оригіналу за 10 травня 2012. Процитовано 14 грудня 2012.

ЦАМО, ф. 58, оп. 18001, д. 933. Архів оригіналу за 18 січня 2013. Процитовано 14 грудня 2012.
Информация из списка захоронения З375-17. Архів оригіналу за 18 січня 2013. Процитовано 14 грудня 2012.
Учётная карточка захоронения З375-17. Архів оригіналу за 18 січня 2013. Процитовано 14 грудня 2012.
Схема захоронения З375-17. Архів оригіналу за 18 січня 2013. Процитовано 14 грудня 2012.